# Håmmålsfjellet
Håmmålsfjellet (cunoscut local și sub denumirile de Håmålfjellet, Håmålfjellet, anterior Hummelfjell sau Hommelfjell) este un masiv montan din Alpii Scandinaviei, localizat în partea de sud a Norvegiei, la granița dintre comunele Os și Tolga. În afară de culmea principală, masivul are mai multe vârfuri  precum Elvhøgda (1326 m), Skarvhøgda (1306 m), Mosbuhøgda (1284 m), Brattangen (1302 m), Mosbuhøgda (1282 m), precum și alte vârfuri secundare cu altitudini ce variază între 1287 m și 1458 m. Atitudinea maximă a masivului, de 1543 m se regăsește în Gråhøgda, care poate fi accesat pe jos prin intermediul unei rețele de cărări turistice . Pe același vârf a fost construită în 1958 o stație RADAR operată de către armata norvegiană. Drumul de acces auto către Gråhøgda este una dintre cele mai înalte șosele din Norvegia. Din punct de vedere geologic, Håmmålsfjellet este alcătuit din gresii metamorfice (sparagmite) și filite. În partea de nord-est a masivului, în apropierea localității Os există un centru turistic ce cuprinde mai multe unități de cazare și pârtii de schi (5 la număr) deservite de 4 linii de teleschi.